# Kasa (Hut)

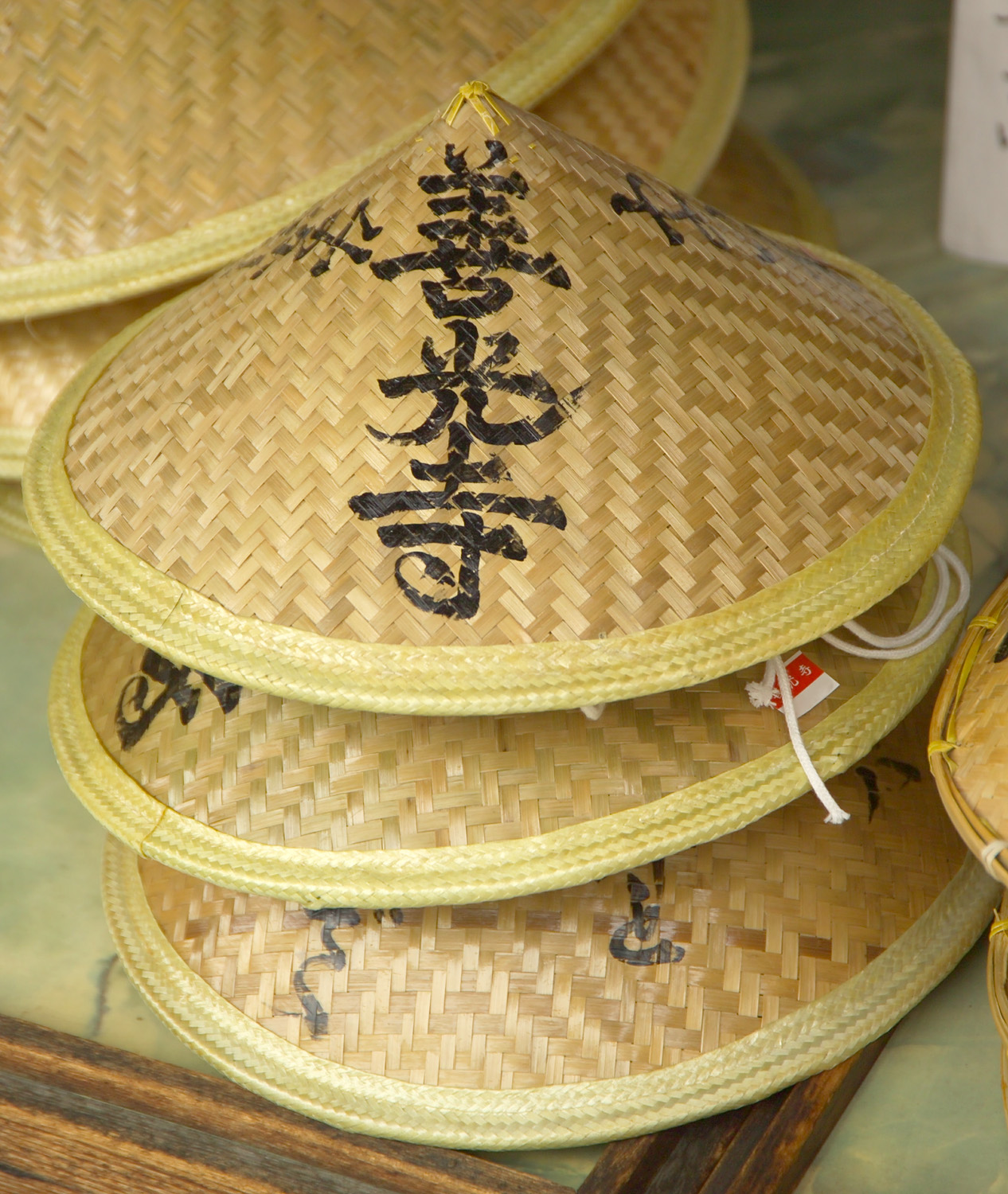
Reishüte mit der Aufschrift: Zenkōji (善光寺), moderne Exemplare.

Der Kasa (蓑; „Grashut“) ist ein traditioneller Stroh- und Grashut der japanischen Kultur. Er ist im deutschen Sprachraum vor allem als Reishut bekannt, obgleich verschiedene Materialformen existieren.

## Beschreibung
Der Kasa besteht aus geflochtenem Stroh, das durch Grasschnüre zusammengehalten wird. Das Stroh kann von verschiedenen Pflanzenarten stammen, am häufigsten wird wilder Reis (Oryza sativa) verwendet, seltener Bambus oder feine Rinde. Für die Schnüre werden Hanf (Cannabis sativa), Brennnessel (Urtica dioica) und/oder Flachsfaser genutzt. Der klassische Reishut ist schalenförmig, in seiner Mitte für gewöhnlich spitz zulaufend und oft überproportioniert. Es liegen mehrere Versionen des Kasa vor, die drei wichtigsten und bekanntesten sind: der Jinkasa (編笠; „Geflochtener Hut“) der Rōnin kasa (浪人笠; „Rōnin-Hut“) und der Tōryoi kasa (鳥追笠; „Falthut“). Während der Jinkasa durchaus als der Archetyp des Reishut betrachtet werden kann, ist der Rōnin-kasa bereits die weiterentwickelte Form und wurde später auch aus gehärtetem Leder gefertigt. Er ist groß und schalenförmig, aber abgeflacht und auf seiner Stirnseite prangt ein Kasa-jirushi (笠印; „Hutmarke“) mit dem Armeewappen darin. Der Tōryoi-kasa sieht aus wie ein Reishut, den jemand kunstvoll in der Mitte zweimal gefaltet hat und der durch eine Kinnschnur gehalten wird. Er wird hauptsächlich von Damen und/oder zu bestimmten, festlichen Zeremonien getragen.

## Geschichte
Der Kasa als traditionelles Alltagskleidungsstück wird erstmals in dem in Versen verfassten Sammelwerk Shinsen roku-jō (新撰六帖) von Kinugasa Ieyoshi aus dem Jahr 1252 (mittlere Kamakura-Zeit, 13. Jahrhundert) beschrieben. Er dürfte aber schon sehr viel länger in Gebrauch gewesen sein, wie Kinugasas Verse andeuten. Der Kasa wurde anfänglich vom einfachen Volk getragen, besonders von Bauern, Feldarbeitern und Boten. Später wurde er auch in leicht verkleinerter Form von Mönchen getragen. Ab dem 13. Jahrhundert kam der Rōninhut auf und wurde unter Rōnin und Samurai beliebt. Bald gesellte sich eine weitere Hutform hinzu, die aber dann aus gegerbtem Leder hergestellt wurde. Der Kasa wird heute fast ausschließlich als „Reishut“ bei der Feldarbeit getragen. Im Laufe der Zeit hat der „Reishut“ eine negative Konnotation erfahren, vor allem in der westlichen Welt: Er wird mittlerweile als das Klischee-Kleidungsstück von Japanern, aber auch Chinesen und Vietnamesen angesehen und muss in Comics, Mangas, Animes und Realfilmen nicht selten als rassistisches Erkennungsmerkmal eines „typischen Asiaten“ herhalten.

## Kurioses
Der Reishut wird in Japan Kasa genannt. Ironischerweise heißt auch der Regenschirm Kasa, wird aber mit dem Kanji 傘 geschrieben. Um Verwechselungen zu vermeiden, wird der Regenschirm heute meist Bankasa (番傘) genannt.